# 阿爾卑西亞滑行中心

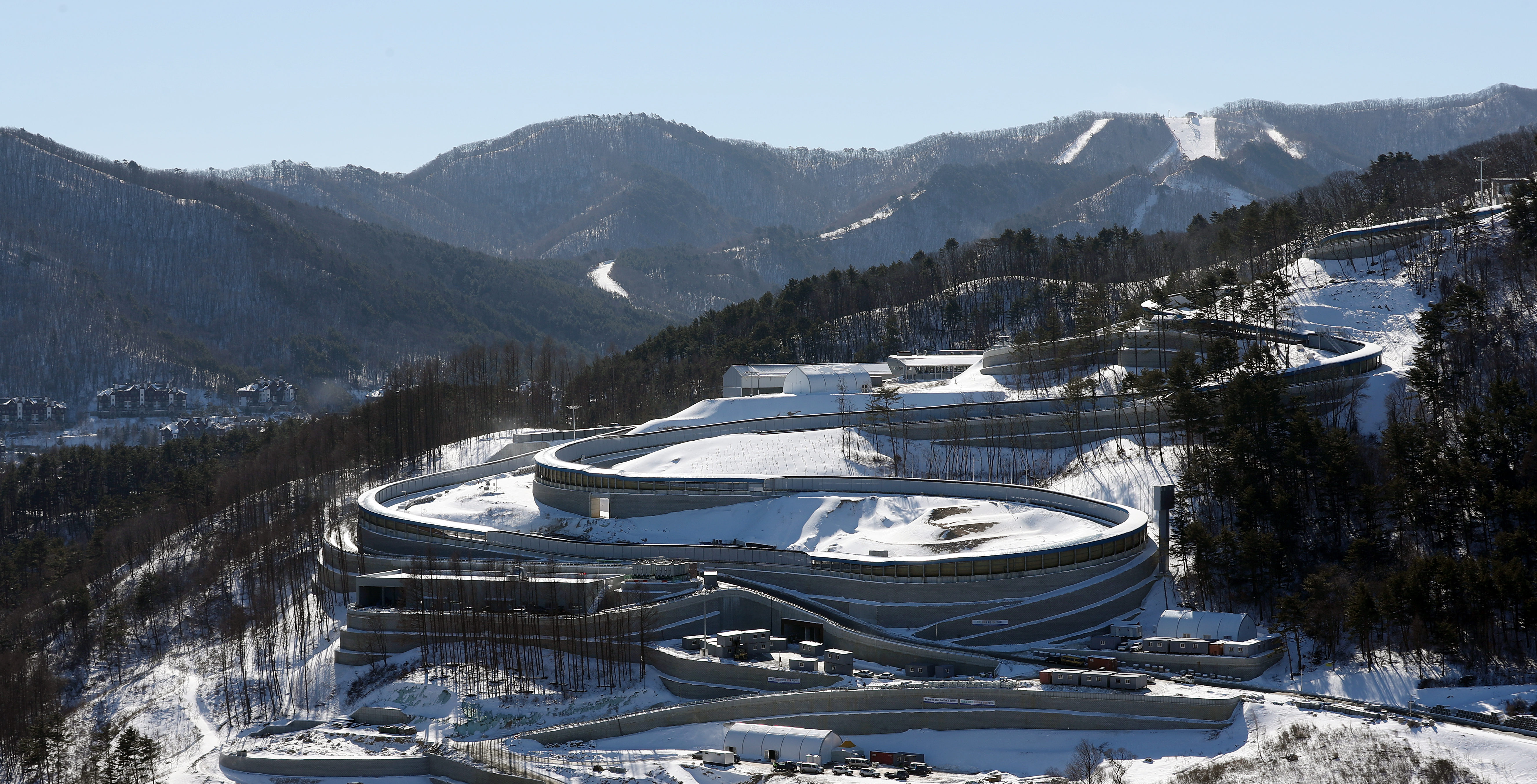
阿爾卑西亞滑行中心

阿爾卑西亞滑行中心（韓語：알펜시아 슬라이딩 센터）是位於韓國阿爾卑西亞度假村的雪車、雪橇和鋼架雪車賽道。2018年冬季奧林匹克運動會雪車、雪橇和鋼架雪車賽事都於此舉行。
場館可容納7000人（1,000個座位/6,000個站位）。為了紀念奧運會賽道長2018公尺，寬1.40公尺。